# (7298) Matudaira-gou
(7298) Matudaira-gou est un astéroïde de la ceinture principale.

## Description
(7298) Matudaira-gou est un astéroïde de la ceinture principale. Il fut découvert le 26 novembre 1992 à Toyota par Kenzo Suzuki et Takeshi Urata. Il présente une orbite caractérisée par un demi-grand axe de 2,53 UA, une excentricité de 0,13 et une inclinaison de 8,3° par rapport à l'écliptique.

## Compléments